# Hiperdźwięki
Hiperdźwięki – dźwięki o bardzo wysokich częstotliwościach (większych niż 100 MHz, 1 GHz lub 10 GHz).
W ośrodku złożonym ze słabo oddziałujących cząstek, jakimi są gazy, mogą rozchodzić się tylko fale sprężyste o długości większej od odległości między cząsteczkami, dlatego hiperdźwięki mogą rozchodzić się jedynie w kryształach.
Dla fal dźwiękowych o tak dużej częstotliwości ich długość jest porównywalna z długością fal świetlnych, co sprawia, że światło ulega rozproszeniu na niejednorodnościach ośrodka wywołanych rozchodzeniem się fali sprężystej (fononach).

## Wytwarzanie
Generatory kwarcowe, służące do wytwarzania ultradźwięków o częstościach poniżej 0,5 GHz, nie nadają się do generowania hiperdźwięków, ponieważ wymagałyby stosowania zbyt cienkich płytek kwarcowych. Hiperdźwięki można uzyskać dzięki urządzeniu Bommela-Dransfielda, w którym wykorzystywane jest sprzężenie między mikrofalami a drganiami mechanicznymi sieci krystalicznej. Częstotliwość otrzymywanych hiperdźwięków równa jest częstotliwości mikrofal.